# Booni-Gbélo
Booni-Gbélo est un village situé au nord-ouest de la Côte d'Ivoire, dans la région du Bafing. Ce village appartient au département de Ouaninou.